# NGC 4704
NGC 4704 is een balkspiraalstelsel in het sterrenbeeld Jachthonden. Het hemelobject werd op 9 april 1787 ontdekt door de Duits-Britse astronoom William Herschel.

## Synoniemen
- UGC 7972
- MCG 7-26-54
- ZWG 216.31
- IRAS 12464+4211
- PGC 43288